# Катастрофа Boeing 737 під Меленом
Катастрофа Boeing 737 під Меленом — велика авіаційна катастрофа, що сталася 29 грудня 1994 року. Пасажирський авіалайнер Boeing 737-4Y0 турецької авіакомпанії Turkish Airlines виконував внутрішній рейс TK 278 за маршрутом Анкара — Ван, але при заході на посадку в пункті призначення врізався в пагорб за 4 кілометри від аеропорту Вана. З 76 осіб (69 пасажирів і 7 членів екіпажу), що перебували на його борту, загинули 57.
Катастрофа рейсу 278 стала найбільш смертоносною за участю Boeing 737-400, поки 1 січня 2007 року її не перевершила катастрофа рейсу Adam Air-574 поблизу Сулавесі (102 загиблих). Також катастрофа рейсу 278 стала четвертою авіакатастрофою (за кількістю загиблих) в історії Туреччини.

## Літак
Boeing 737-4Y0 (реєстраційний номер TC-JES, заводський 26074, серійний 2376) був випущений в 1992 році (перший політ здійснив 25 жовтня). 21 квітня 1993 року був переданий авіакомпанії Turkish Airlines, у якій отримав ім'я Mersin. Оснащений двома турбовентиляторними двигунами CFM International CFM56-3C1.

## Екіпаж і пасажири
- Командир повітряного судна (КПС) — Адем Унгун (туркм. Adem Ungun).
- Другий пілот — Явуз Аліші (туркм. Yavuz Alıcı).

У салоні літака працювали 5 бортпровідників. На борту літака перебували 69 пасажирів, включаючи двох немовлят.

## Хронологія подій
О 15:30 EET рейс TK 278 врізався в покритий снігом пагорб недалеко від району «Едреміт» на висоті 1700 метрів над рівнем моря приблизно за 4 кілометри від ЗПС № 03 аеропорту імені Феріта Мелена під час третього заходу на посадку в поганих погодних умовах, незважаючи на попередження авіадиспетчера більше не робити спроб заходити на посадку в хуртовину (видимість становила 900 метрів і знижувалася до 300 метрів). Від удару об пагорб лайнер розірвало на три частини, пожежі на місці катастрофи не виникло. З 76 осіб на борту літака вижили 19 (2 бортпровідники та 17 пасажирів), усі отримали серйозні травми.